# Mămăligă in paturi
La mămăligă în pături est un plat traditionnel de la région de Maramureș, dans le nord de la Roumanie. Les habitants de cette région préparent ce mets qui se présente comme un mille-feuille fait de couches de mămăligă avec du beurre, du fromage, des œufs et de la smântână.